# Samus (geslacht)
Samus is een geslacht van sponsdieren uit de klasse van de Demospongiae (gewone sponzen). 

## Soort
- Samus anonymus Gray, 1867